# Münchner Illustrierte

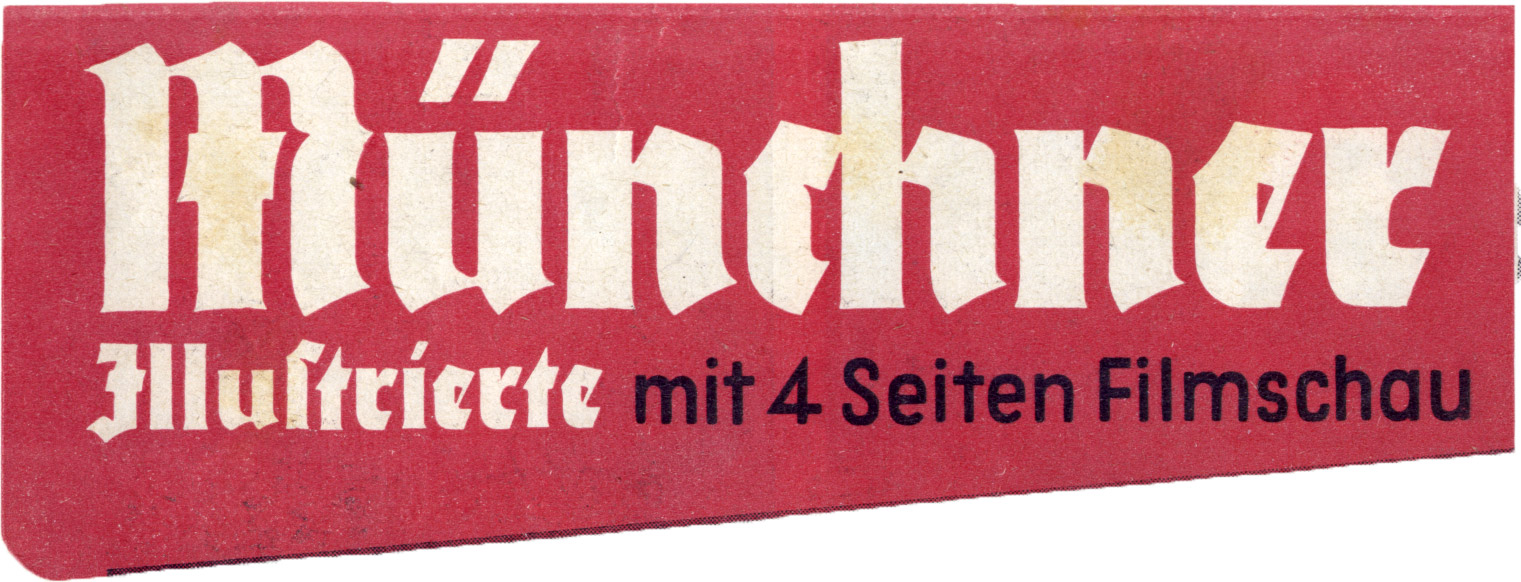
Logo der Münchner Illustrierten von 1953

Die Münchner Illustrierte war eine (zunächst unter dem Titel Neue Münchner Illustrierte) seit 1950 wöchentlich erscheinende, im Oktober 1960 in der Bunten Illustrierten aufgegangene, im Süddeutschen Verlag publizierte illustrierte Zeitschrift. Für sie arbeiteten Fotojournalisten wie Hannes Betzler, Heinz Hering, Barbara Niggl Radloff, Max Scheler und Kurt Schraudenbach. Chefredakteure waren 1949 Hans Habe und 1957 Jochen Willke.